# 蒙希甘傑沙達爾烏帕齊拉
蒙希甘傑沙達爾乌帕齐拉是孟加拉国蒙希甘傑縣的一个乌帕齐拉，位於達卡专区的蒙希甘傑縣。。

## 人口
據1991年孟加拉國人口普查，蒙希甘傑沙達爾共有戶數50,609戶，人口294,823人。其中男性佔比51.62%，女性佔比48.38%；成年人口141,580人。該地7歲以上人口之平均識字率為35.8%，高於全國平均值（32.4%）。